# پارک بو کیونگ
پارک بو کیونگ (کره‌ای: 박보경؛ زادهٔ ۲۷ نوامبر ۱۹۸۱) بازیگر اهل کره جنوبی است. او به خاطر ایفای نقش در مجموعه‌های تلویزیونی همچون فراتر از شیطان، پیوند: بخور، عشق بورز و بکش، مامان بد و فیلم گانگستر، پلیس و شیطان شناخته می‌شود.

## زندگی شخصی
پارک بو کیونگ با بازیگر جین سون کیو در سال ۲۰۱۱ ازدواج کرد و آنها دو فرزند، یک پسر و یک دختر دارند.

## فیلم‌شناسی

### مجموعه تلویزیونی
| سال  | عنوان                       | نقش             | منابع  |
| ---- | --------------------------- | --------------- | ------ |
| ۲۰۱۹ | همکاران دونده: حقوق بشر     | جین جین نیو     | [ ۴ ]  |
| ۲۰۲۰ | پلی‌لیست بیمارستان           | همسر چانگ هاک   | [ ۵ ]  |
| ۲۰۲۱ | فراتر از شیطان              | ایم سون نیو     | [ ۶ ]  |
| ۲۰۲۱ | حالا داریم بهم می‌زنیم       | چوی جی یون      | [ ۷ ]  |
| ۲۰۲۱ | زیبایی پنهان                | مادر ها نول     | [ ۸ ]  |
| ۲۰۲۲ | پیوند: بخور، عشق بورز و بکش | جانگ می سوک     | [ ۹ ]  |
| ۲۰۲۲ | زنان کوچک                   | گو سو ایم       | [ ۱۰ ] |
| ۲۰۲۳ | مامان بد                    | همسر رئیس روستا | [ ۱۱ ] |

### مجموعه اینترنتی
| سال  | عنوان               | نقش        | منابع  |
| ---- | ------------------- | ---------- | ------ |
| ۲۰۲۲ | عدالت برای نوجوانان | مادر جی هو | [ ۱۲ ] |
| ۲۰۲۳ | مووینگ              |            | [ ۱۳ ] |